# Demósthenes Chilingutila
Demósthenes Amós Chilingutila dos Santos (Andulo, 30 de novembro de 1947 — Huambo, 23 de janeiro de 2021) foi um general, diplomata e político angolano. Serviu como Chefe do Estado-Maior das Forças Armadas de Libertação de Angola (FALA), braço armado da União Nacional para a Independência Total de Angola (UNITA), de 1979 a janeiro de 1985 e novamente após outubro de 1986.

## Biografia
Nascido na localidade do Andulo, na próvíncia do Bié, em uma família camponesa, seus pais eram António Amós dos Santos e Violeta Lili dos Santos.
Recebeu sua educação primária na Escola da Missão de Camundongo da Igreja Evangélica Congregacional de Angola (IECA). Em seguida, estudou na Escola Técnica Emanuel do Dondi, com formação técnica em comércio. Iniciou sua licenciatura em técnico em elétrica pelo Instituto Comercial e Industrial do Bié (actual Instituto Médio Comercial e Industrial Comandante Simione Mucune), mas somente concluiu em 1973 pelo Instituto Técnico de Luanda.
Entre 1973 e 1974 trabalhou nos CTT de Angola como administrador postal.
Em dezembro de 1974 juntou-se à UNITA, recebendo treinamento na Base Central da UNITA em Massivi, no Moxico. Em seguida foi designado para ser delegado de recrutamentos na base de Cachiungo, na província do Huambo.
Em abril de 1975, após novo treino militar em Massivi, e já durante a Guerra Civil Angolana, Chilingutila serviu nas FALA, o braço armado da UNITA, sendo designado comandante de operações militares na província do Cunene. Teve que recuar para o leste diante do avanço militar das tropas do novo Estado angolano em 1976.
Em 1977 foi promovido a major, sendo eleito para o Comité Central da UNITA e chefe da Coluna Militar Venceremos, que era uma unidade especial as FALA para as províncias de Benguela e do Huambo. De 1977 a 1978 foi comissário político das FALA no Huambo e 2º comandante da Frente Ocidental. Distinguiu-se nas batalhas contra as tropas governamentais do Estado angolano, sendo promovido a tenente-coronel.
Em 1979, Chilingutila foi promovido a coronel e torna-se Chefe do Estado-Maior das FALA, posição que ocupou até 1985 e novamente de 1986 a 1994. Chegou a ser rebaixado a Chefe do Escritório Operacional e do Comando Estratégico para a região de Lunda em 1985 pelos fracassos militares das FALA. Foi substituído por Vinama Chendovava, que morreu num acidente de carro em outubro de 1986. Chilingutila, então, retomou o seu cargo, com a patente de general de divisão.
A partir de 1986 foi um dos associados próximos de Jonas Savimbi. Desempenhou um papel importante na reestruturação das forças armadas da UNITA na segunda metade da década de 1980. Participou activamente em grandes exercícios militares como a Batalha de Cuito Cuanavale.
Entre 1990 e 1991 Chilingutila participou das negociações com o governo sobre um acordo de paz. Foi um dos signatários dos Acordos de Bicesse. Esteve no comitê especial que supervisionou a criação das novas Forças Armadas Angolanas (FAA), juntamente com Higino Carneiro.
Após a crise política de 1992 e o Massacre do Dia das Bruxas, liderou a ala armada da UNITA na Guerra dos 55 Dias.
Em 1994, após o Protocolo de Lusaca, Chilingutila juntou-se às Forças Armadas Angolanas. Em 1996, foi nomeado Vice-Ministro da Defesa e ocupou este cargo até 2008, trabalhando com Pedro Sebastião Mujimbo e Kundi Paihama. Assim, entre 1998 e 2002 participou efectivamente na guerra civil já contra a UNITA.
Em 1998, Chilingutila participou na criação do partido UNITA Renovada, que concordou com a configuração do novo sistema político angolano. A sua criação, aglutinando nomes de peso da UNITA, foi fatal para a estratégia político-militar de Savimbi.
Após a morte de Savimbi e o fim da guerra civil em 2002, Chilingutila voltou a ser membro da UNITA e entrou nos órgãos dirigentes do partido. Foi eleito deputado angolano nas eleições de 2008 e 2012. Foi membro da comissão parlamentar de segurança nacional.
No XIII Congresso da UNITA em novembro de 2019, Chilingutila apoiou Adalberto Costa Júnior na eleição para presidente do partido.
Morreu, em 23 de janeiro de 2021, de enfarto agudo do miocárdio, aos 74 anos, na Clínica Arquidiocesana do Huambo, na cidade do Huambo.